# Soulier d'or belge 2013
Le Soulier d'or 2013 est un trophée individuel, récompensant le meilleur joueur du championnat de Belgique sur l'ensemble de l'année 2013. Ceci comprend donc deux demi-saisons, la fin de la saison 2012-2013, de janvier à juin, et le début de la saison 2013-2014, de juillet à décembre.

## Lauréat
Il s'agit de la soixantième édition du trophée, remporté par le milieu Thorgan Hazard du Zulte Waregem. C'est la première fois qu'un joueur du club remporte le trophée.

## Classement complet
| Place | Pays | Joueur               | Club(s)                      | Total |
| ----- | ---- | -------------------- | ---------------------------- | ----- |
| 1.    |      | Thorgan Hazard       | SV Zulte Waregem             | 372   |
| 2.    |      | Maxime Lestienne     | FC Bruges                    | 154   |
| 3.    |      | Silvio Proto         | RSC Anderlecht               | 137   |
| 4.    |      | Michy Batshuayi      | Standard de Liège            | 136   |
| 5.    |      | Jelle Vossen         | KRC Genk                     | 76    |
| 6.    |      | Carlos Bacca         | FC Bruges                    | 65    |
| 7.    |      | Mbaye Leye           | SV Zulte Waregem             | 43    |
| 8.    |      | Ilombe Mboyo         | KAA La Gantoise / KRC Genk   | 27    |
| 9.    |      | William Vainqueur    | Standard de Liège            | 22    |
| =.    |      | Hans Vanaken         | Lommel United / KSC Lokeren  | 22    |
| 11.   |      | Massimo Bruno        | RSC Anderlecht               | 20    |
| 12.   |      | Dieumerci Mbokani    | RSC Anderlecht               | 12    |
| 13.   |      | Thomas Buffel        | KRC Genk                     | 10    |
| 14.   |      | Dennis Praet         | RSC Anderlecht               | 9     |
| ==.   |      | Mathew Ryan          | FC Bruges                    | 9     |
| 16.   |      | Davy De Fauw         | SV Zulte Waregem             | 8     |
| ==.   |      | Paul-José M'Poku     | Standard de Liège            | 8     |
| 18.   |      | Chancel Mbemba       | RSC Anderlecht               | 7     |
| 19.   |      | Junior Malanda       | SV Zulte Waregem             | 5     |
| 20.   |      | Thomas Meunier       | FC Bruges                    | 4     |
| ==.   |      | Anthony Vanden Borre | RSC Anderlecht               | 4     |
| 22.   |      | Lucas Biglia         | RSC Anderlecht               | 3     |
| ==.   |      | Laurent Ciman        | Standard de Liège            | 3     |
| ==.   |      | Jonathan Delaplace   | SV Zulte Waregem             | 3     |
| ==.   |      | Imoh Ezekiel         | Standard de Liège            | 3     |
| 26.   |      | Franck Berrier       | SV Zulte Waregem             | 2     |
| ==.   |      | Geoffrey Mujangi Bia | Standard de Liège            | 2     |
| ==.   |      | Matías Suárez        | RSC Anderlecht               | 2     |
| ==.   |      | Jelle Van Damme      | Standard de Liège            | 2     |
| ==.   |      | Víctor Vázquez       | FC Bruges                    | 2     |
| 31.   |      | Sammy Bossut         | SV Zulte Waregem             | 1     |
| ==.   |      | Karel D'Haene        | SV Zulte Waregem             | 1     |
| ==.   |      | Guillaume Gillet     | RSC Anderlecht               | 1     |
| ==.   |      | Julien Gorius        | KRC Genk                     | 1     |
| ==.   |      | László Köteles       | KRC Genk                     | 1     |
| ==.   |      | Cheikhou Kouyaté     | RSC Anderlecht               | 1     |
| ==.   |      | Parfait Mandanda     | Sporting Charleroi           | 1     |
| ==.   |      | Danijel Miličević    | Sporting Charleroi           | 1     |
| ==.   |      | Nicklas Pedersen     | KV Malines / KAA La Gantoise | 1     |
| ==.   |      | Youri Tielemans      | RSC Anderlecht               | 1     |

### Sources
- (nl) Cet article est partiellement ou en totalité issu de l’article de Wikipédia en néerlandais intitulé « Belgische Gouden Schoen 2013 » (voir la liste des auteurs).